# Théorème de Browder-Minty
En mathématiques, et plus précisément en analyse fonctionnelle, le théorème de Browder-Minty (ou Minty-Browder) est une généralisation, pour les opérateurs non linéaires, du théorème de Lax-Milgram.
Il est démontré indépendamment en 1963 par Felix Browder et George Minty (de). Il intervient dans la démonstration de l'existence de solutions d'équations aux dérivées partielles non linéaires avec des conditions aux limites.

## Énoncé
Soit {\displaystyle V} un espace de Banach  et {\displaystyle V^{\prime }} son dual topologique et {\displaystyle A} un opérateur (pas nécessairement linéaire) de {\displaystyle V}  dans {\displaystyle V^{\prime }}
Théorème — Si {\displaystyle V} est réflexif et {\displaystyle A} est monotone, hémicontinu et coercif alors {\displaystyle A} est surjectif.